# Monastero dell'Ascensione Pečerskij
Il monastero dell'Ascensione Pečerskij (in russo Печерский Вознесенский монастырь?) è il principale monastero di Nižnij Novgorod, in Russia. Fondato dal metropolita e santo Dionisio nel 1328, attualmente è la sede del vescovo dell'eparchia di Nižnij Novgorod e Arzamas.

## Storia

### Fondazione

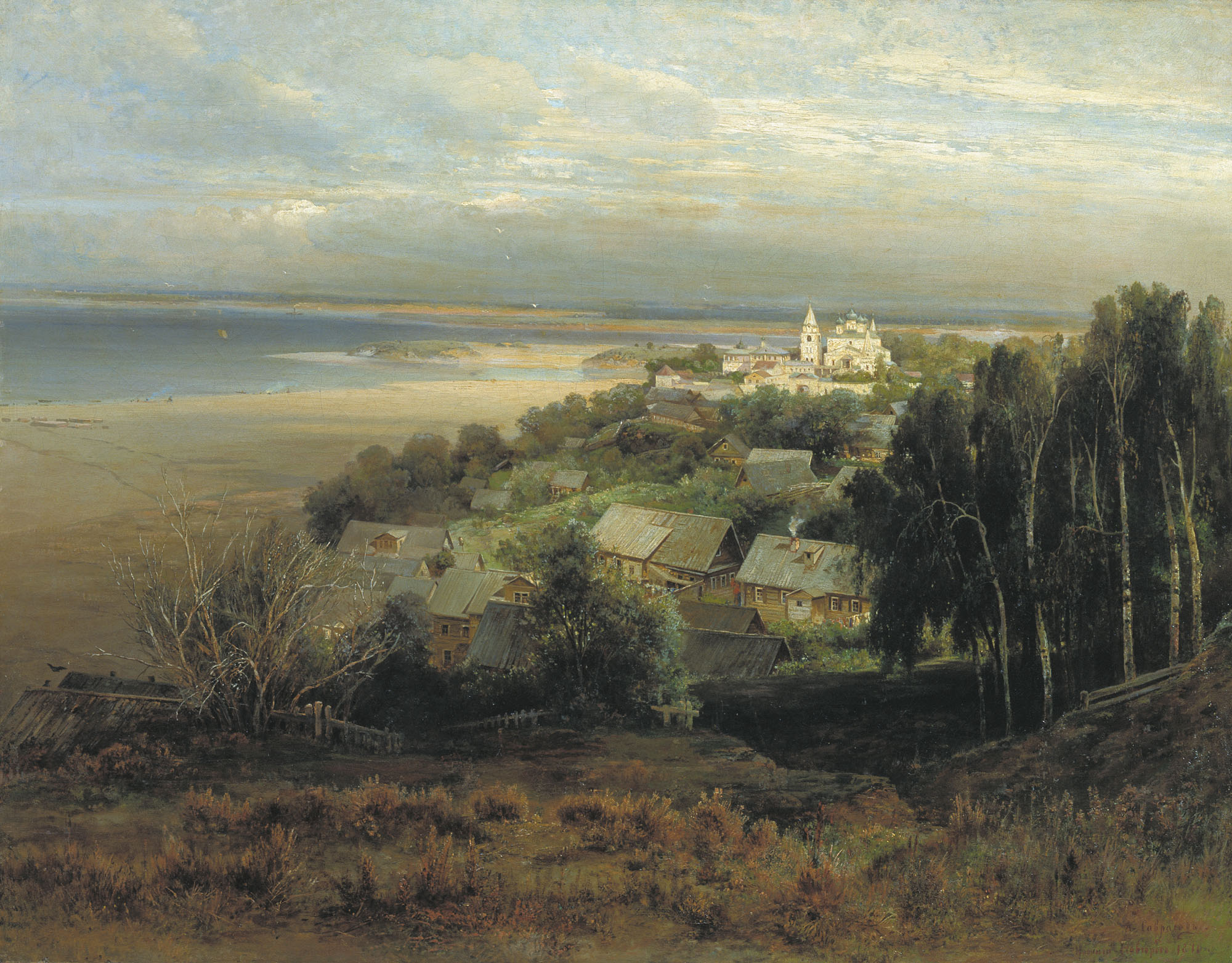
Il monastero delle grotte vicino Nižnij Novgorod, Alexej Savrasov

Secondo la tradizione, il monastero fu fondato tra il 1328 ed il 1330 dal monaco Dionisio, futuro primate della Chiesa ortodossa russa. Costui, giunto dal Kyevo Pečers'ka Lavra insieme ad altri religiosi, scavò una grotta situata in prossimità del Volga, a circa tre chilometri di distanza dal centro abitato di Nižnij Novgorod, e vi si stabilì. Nel 1335, nei pressi della grotta, fondò una chiesa dedicata all'Ascensione. In base ad un'altra ipotesi (ritenuta però poco attendibile), il monastero sarebbe stato creato nel 1219 per volontà del gran principe Jurij II.
La regola interna del monastero fu improntata fin dall'inizio sui principi cenobitici. I monaci non avevano proprietà, dovevano vivere in comunione fra loro e per uscire dal monastero necessitavano di un permesso del proprio superiore.
In breve tempo, il monastero divenne uno dei centri spirituali più importanti del Principato di Nižnij Novgorod-Suzdal'. Fu qui che venne redatta l'importante Cronaca Laurenziana, uno dei più antichi manoscritti del medioevo russo. Tra i figli spirituali di Dionisio, vi furono anche i due futuri santi Eutimio di Suzdal' e Macario di Unža, a loro volta fondatori di monasteri. Anche il filosofo Pavel Vysokij fu monaco presso il monastero dell'Ascensione. Egli è ricordato poiché fu l'insegnante della futura moglie del gran principe Dimitri Donskoj, Eudocia. Altro personaggio illustre vissuto nella struttura fu Sant'Abramo di Galič, discepolo di San Sergio di Radonež.

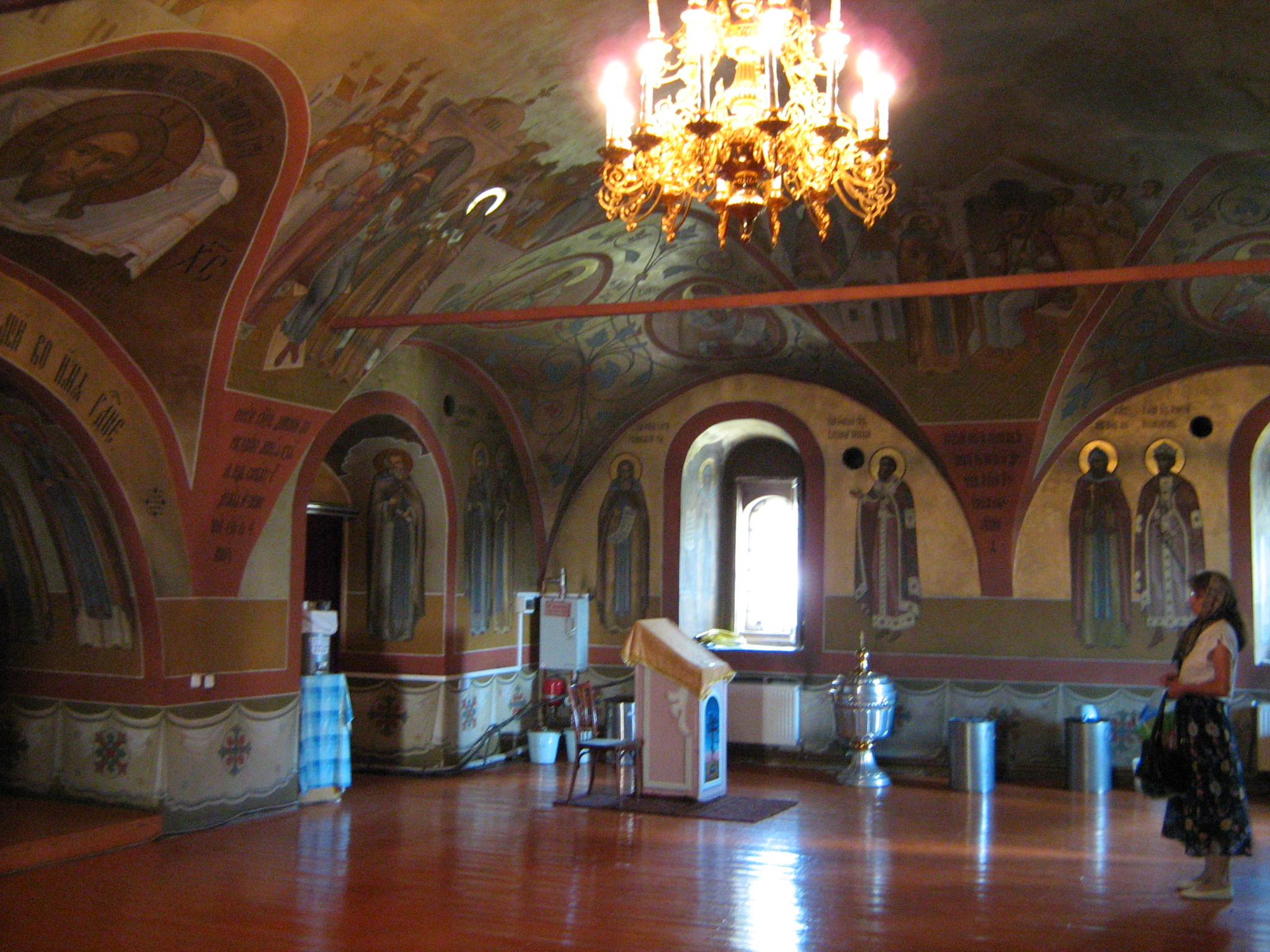
L'interno del refettorio restaurato nel 2003

### Spostamento
Nel XVI secolo il monastero raggiunse il suo apice. Tuttavia, la notte del 18 giugno 1597 una frana ne causò la distruzione. Miracolosamente tutta la comunità monastica uscì illesa dall'evento. Da quel momento il sito fu considerato pericoloso e quindi fu deciso di ricostruire il monastero a circa un chilometro di distanza dal luogo della frana. Si diffuse ben presto l'idea che il crollo fosse segno di sventura. Questa credenza fu rafforzata qualche anno dopo dai tragici eventi del Periodo dei torbidi.
L'attuale struttura vide la luce tra il 1630 ed il 1650, in base al progetto architettonico di Antipa Semenov, uomo che aveva già lavorato alla ricostruzione della cattedrale dell'Arcangelo Michele di Nižnij Novgorod nel 1628. Il complesso monastico fu arricchito nel 1738 da una chiesa consacrata agli apostoli Pietro e Paolo e nel 1765 da una piccola chiesa consacrata all'intercessione della Vergine. All'interno del monastero trovavano spazio anche ospizi e ospedali per i più bisognosi. Nel 1924 per decisione dell'NKVD il monastero subì la chiusura. Nel corso del periodo sovietico al suo interno furono ospitati edifici residenziali, laboratori di cinema, d'architettura e di restauro.

### Attualità
A seguito del crollo del comunismo, la struttura fu restituita alla Chiesa ortodossa russa e nel 1994 fu restaurata. Dal 2003 è la residenza ufficiale del vescovo di Nižnij Novgorod e Arzamas. Inoltre, ospita al proprio interno il museo dell'eparchia. Nel 2007 l'archimandrita Tichon Zatekin ed i monaci decisero di realizzare una serie di documentari sulla vita del defunto patriarca di Mosca Sergio, originario dell'oblast' di Nižnij Novgorod.

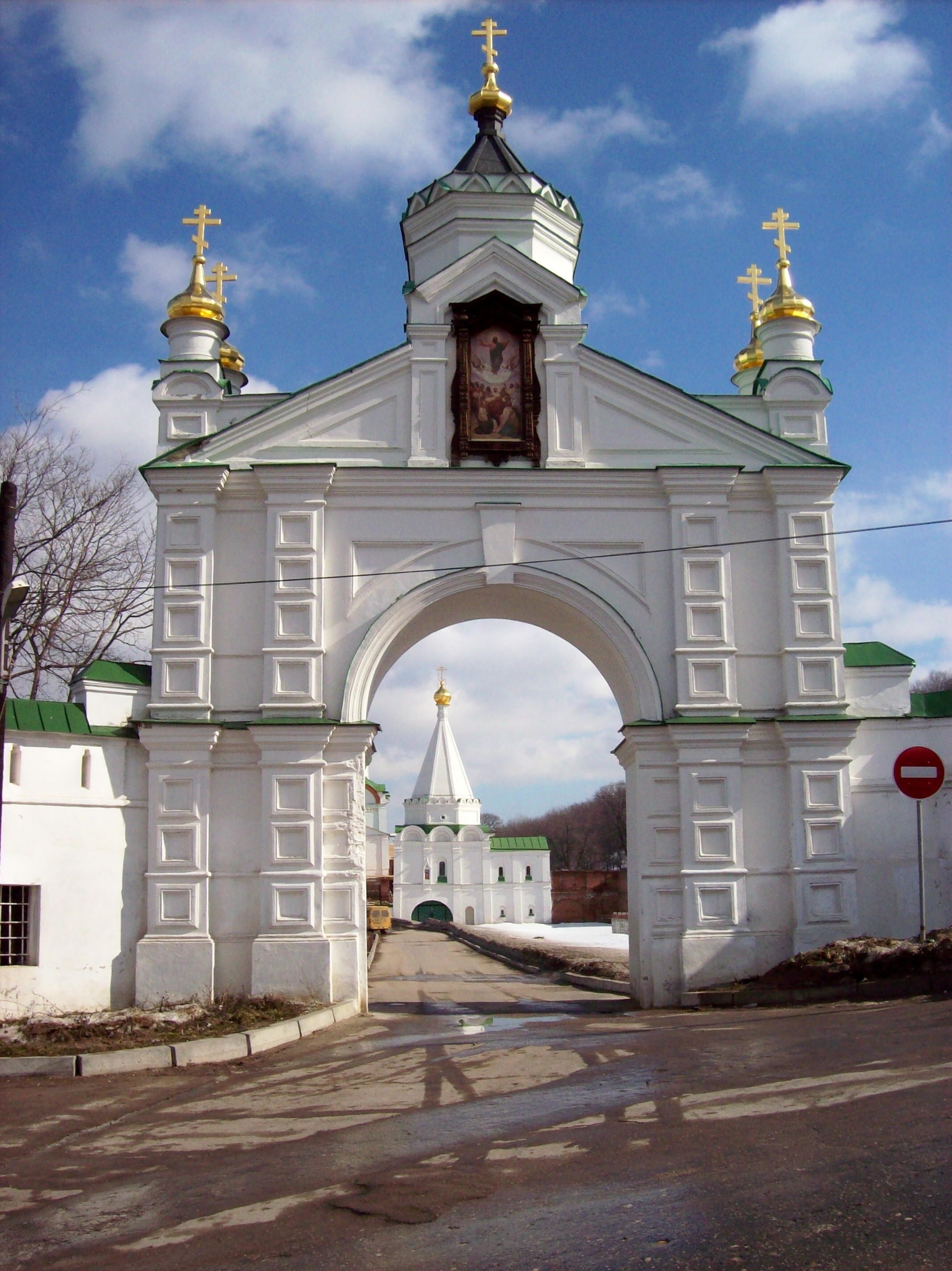
Arco all'ingresso del monastero

Nel corso degli ultimi anni altri restauri hanno coinvolto il monastero. Il 31 dicembre 2008 vennero ufficialmente terminati quelli relativi alla chiesa della Dormizione. Mentre esattamente due anni dopo l'arcivescovo Georgij Danilov riconsacrò la Chiesa dedicata a Sant'Eutimio di Suzdal', all'interno della quale una squadra di pittori di Vladimir fu impegnata nella realizzazione di una serie di dipinti dello stesso stile di quelli della cattedrale della Trasfigurazione del monastero di Sant'Eutimio, a Suzdal'.

## Architettura
Il monastero attualmente ospita al proprio interno le seguenti chiese:
- La cattedrale dell'Ascensione, costruita tra il 1630 ed il 1632;
- La chiesa di Sant'Eutimio di Suzdal', costruita nel 1645;
- La chiesa della Dormizione della Vergine, costruita nel 1648;
- La chiesa dei Santi Pietro e Paolo, costruita nel 1738.

L'intera struttura è circondata da una cinta muraria di colore rosso che sembra formare un piccolo cremlino. Alcune particolarità riguardano la torre campanaria della cattedrale dell'Ascensione. Essa infatti nel corso del tempo ha subito una inclinazione simile a quella della Torre di Pisa. Inoltre, nel 2005 è stata dotata di un orologio a pendolo che suona due celebri canti russi: l'inno imperiale Bože, Zarja chrani! e Kol' Slaven Bog.

## Galleria d'immagini

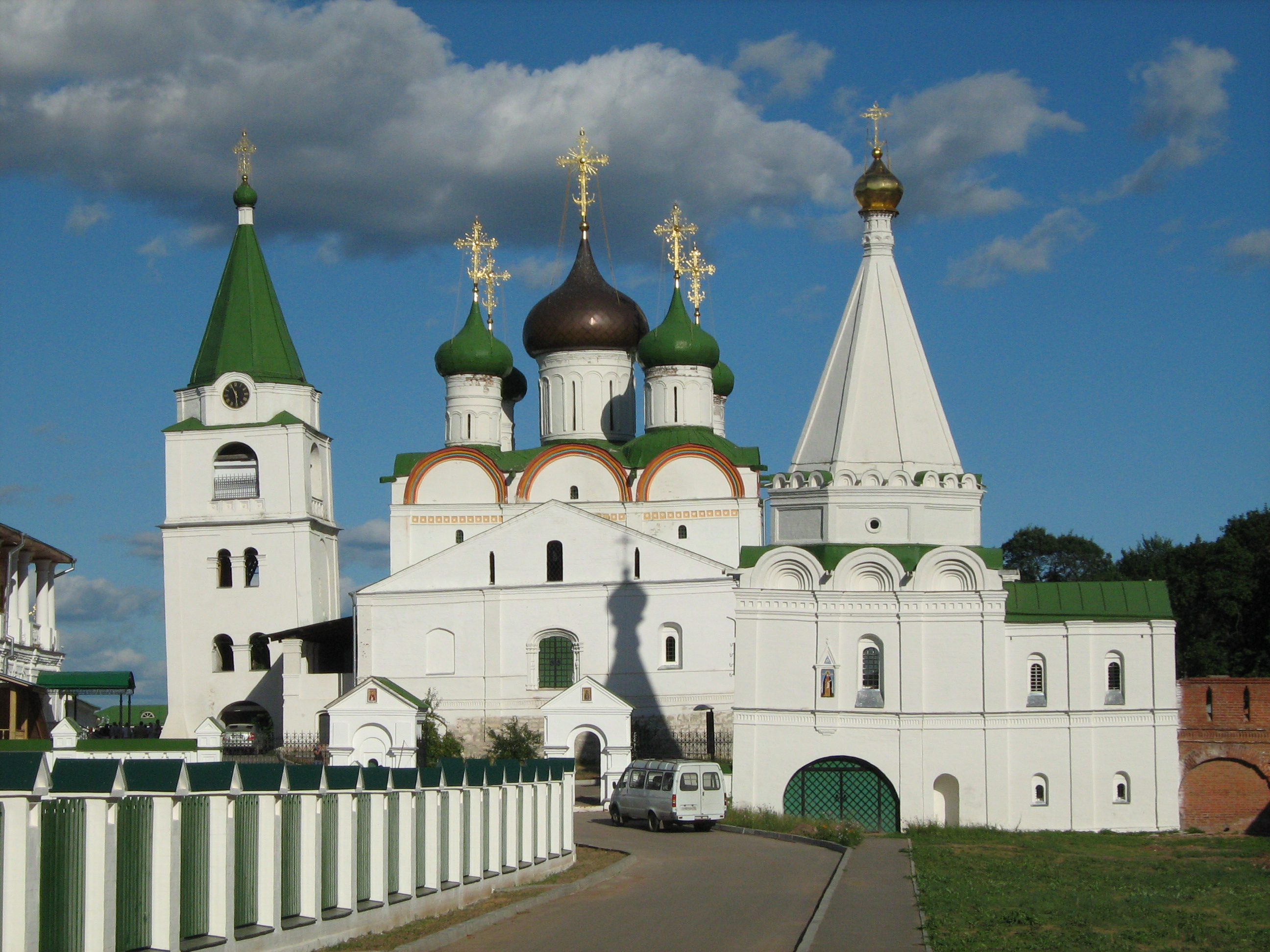
La cattedrale dell'Ascensione e la chiesa di Sant'Eutimio
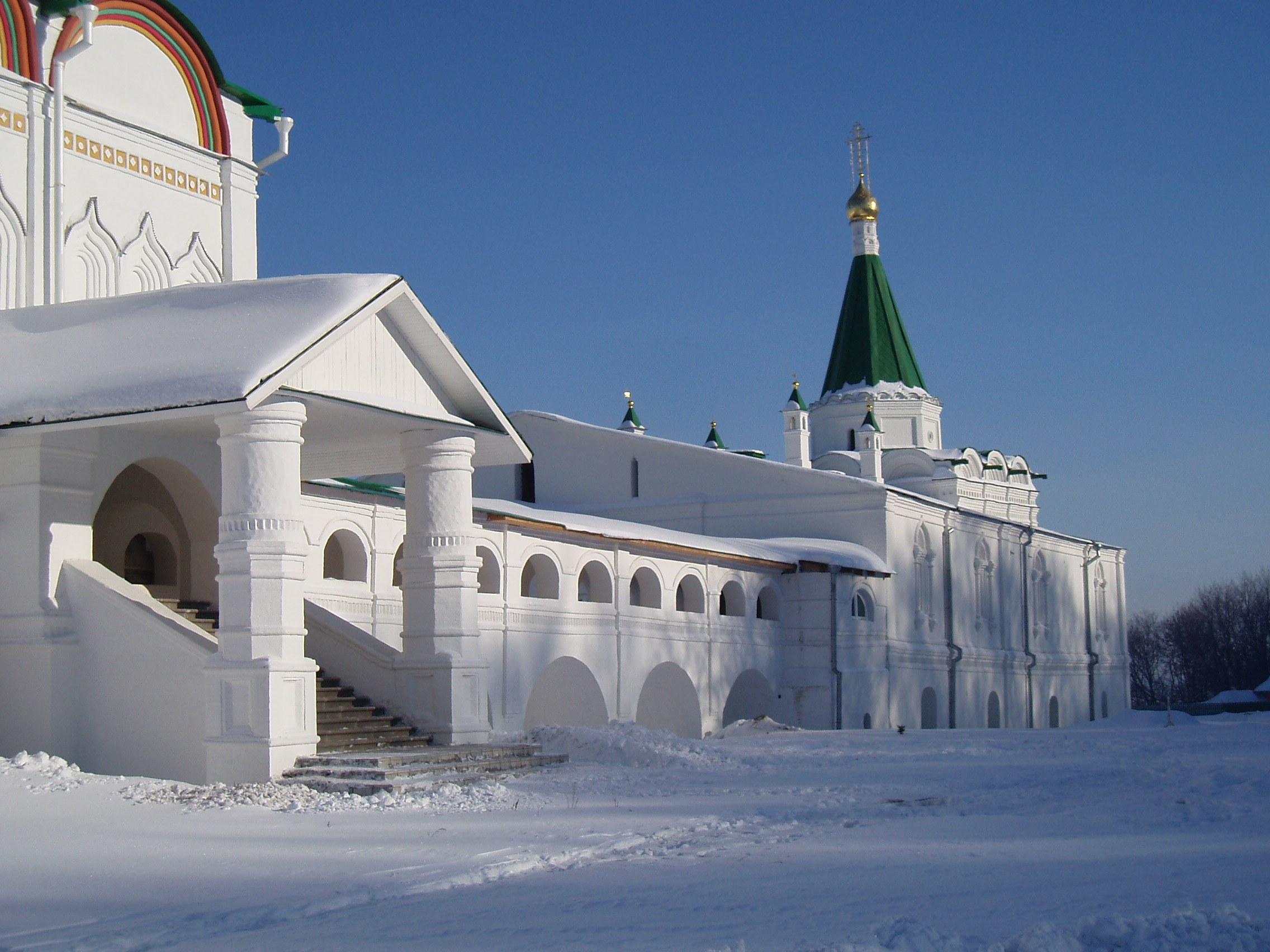
La chiesa della Dormizione
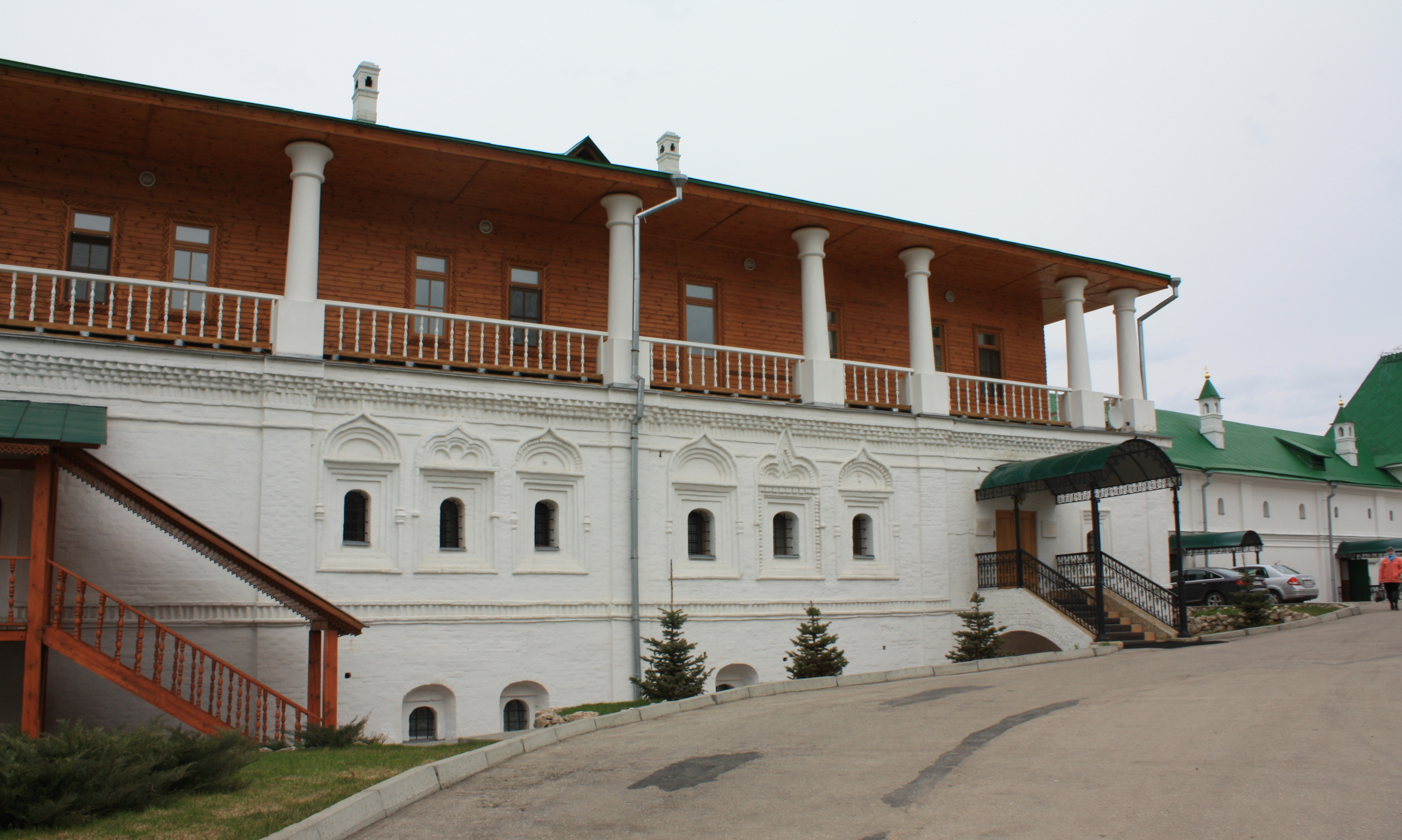
La casa vescovile
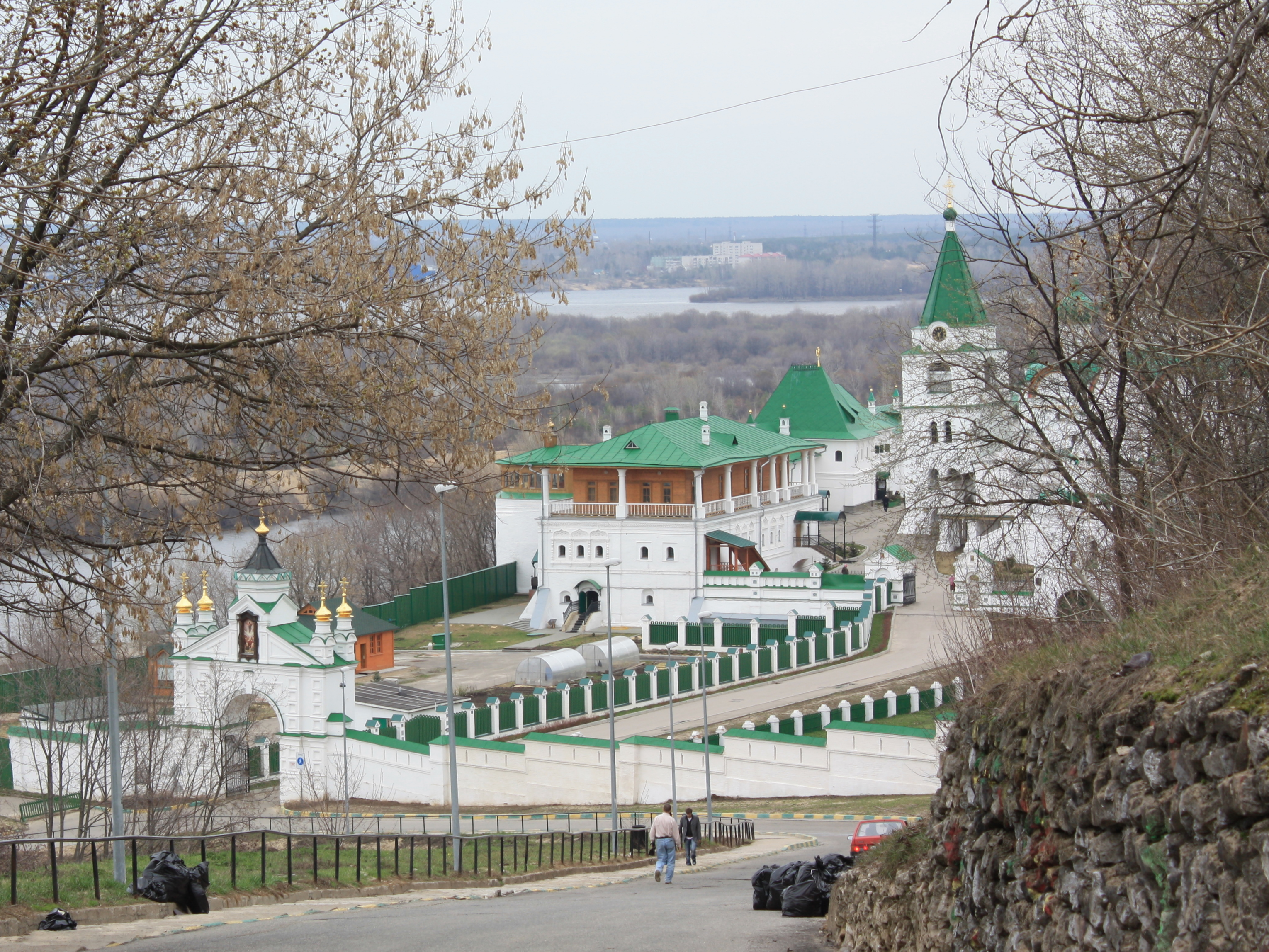
L'ingresso del monastero
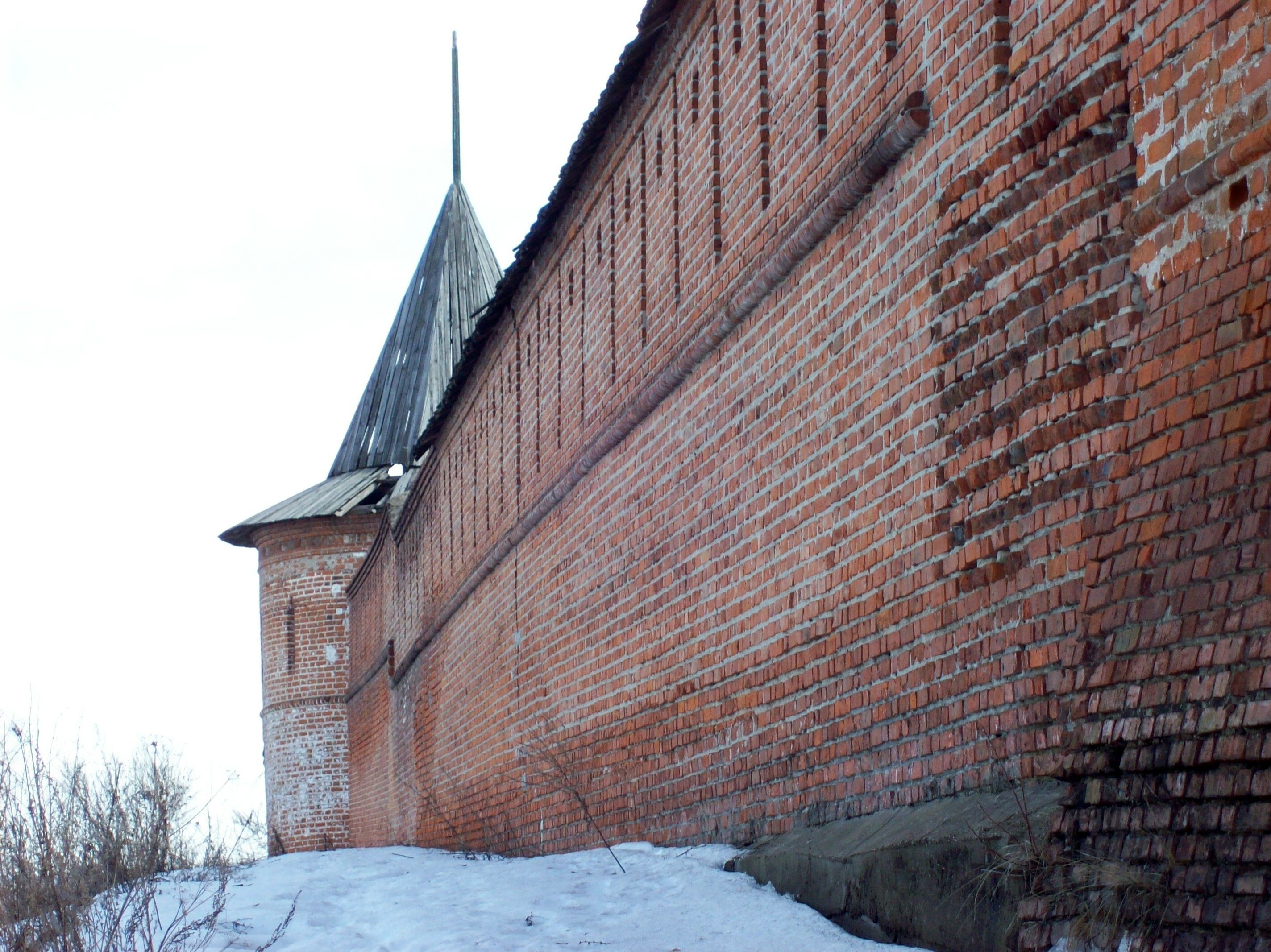
Le mura rosse